# Gołyń (jezioro)
Gołyń (niem. Burger See) – niewielkie jezioro w Bruździe Zbąszyńskiej, w powiecie międzyrzeckim, w gminie Pszczew, położone na terenie Pszczewskiego Parku Krajobrazowego.

## Charakterystyka
Jezioro otoczone lasami, leży około 4 km na południe od miejscowości Pszczew, 1,2 km na zachód od jeziora Chłop. Wraz z jeziorem Gołyń Mały stanowi jeden z głównych elementów rezerwatu przyrody Jeziora Gołyńskie. Jest to zbiornik silnie zeutrofizowany.